# 8 Andromedae
8 Andromedae (kurz 8 And) ist ein dem bloßen Auge lichtschwach erscheinendes, rötlich schimmerndes Sternsystem im Sternbild Andromeda. Es befindet sich im Norden der Andromeda an der Grenze zu den Sternbildern Eidechse und Kassiopeia. Seine scheinbare Helligkeit beträgt 4,85m. Nach Parallaxen-Messungen der Raumsonde Gaia ist es etwa 573 Lichtjahre von der Erde entfernt.
Wahrscheinlich ist 8 And ein Dreifachstern. Die Hauptkomponente 8 And A hat sich zu einem Roten Riesen entwickelt und gehört der Spektralklasse M2.5 III Ba0.5 an. Das Suffix in der Notation des Spektraltyps bedeutet, dass sie schwach ausgeprägt die Eigenschaften eines Bariumsterns besitzt. Diese Kategorie von Sternen weist eine Überhäufigkeit an Barium und anderen schweren Elementen in ihrer Atmosphäre auf. 8 And A ist entweder Mitglied eines engen Doppelsternsystems und hat früher diese Elemente von seinem Begleiter, einem Weißen Zwerg, aufgenommen oder er befindet sich auf dem asymptotischen Riesenast des Hertzsprung-Russell-Diagramms und erzeugt die schweren Elemente selbst.
Der Durchmesser von 8 And A beträgt nach Gaias Messdaten etwa 98 Sonnendurchmesser. Dies stimmt ungefähr mit dem aus der direkten Messung seines Winkeldurchmessers (5,6  Millibogensekunden) bei Berücksichtigung seiner Entfernung sich ergebenden Durchmesser von 106 Sonnendurchmessern überein. Der Stern ist nach Analyse der photometrischen Daten der Raumsonde Hipparcos möglicherweise ein periodischer Veränderlicher. Es ist allerdings unbekannt, zu welcher Kategorie von veränderlichen Sternen er gehört. Seine scheinbare Helligkeit schwankt mit einer Periode von 4,28 Tagen lediglich um 0,016 Größenklassen.
Die dritte, nur 13,0m helle Komponente 8 And B des Sternsystems hatte im Jahr 2016 von der Erde aus betrachtet eine Winkeldistanz von 7,8 Bogensekunden vom Hauptstern. Gaias Parallaxenmessungen ergeben für diesen Begleiter des Spektraltyps K eine Entfernung von 570 Lichtjahren und bestätigen damit im Rahmen der Messgenauigkeit, dass er gravitativ an 8 And A gebunden ist. Bei den anderen im Washington Double Star Catalog angeführten Begleitern handelt es sich nur um scheinbare Begleiter.